# Зајача
Зајача је насељено место града Лознице у Мачванском округу. Према попису из 2022. било је 414 становника.Позната је и по фудбалском клубу Антимону који се тренутно такмичи у Мачванској окружној лиги.Такмиче се на Стадиону под Седмаком.

## Привреда
У Зајачи постоји рудник антимона и олова, који је отворен 1877. године и топионица олова.Био је у склопу Рудник Столице.Рудник и топионица су приватизовани 2006. године и од тада је вишеструко увећана производња сировог олова. Због њиховог рада у Зајачи је повећано загађење воде и ваздуха, што је довело до повећања нивоа олова у крви деце.

## Демографија
У насељу Зајача живи 561 пунолетни становник, а просечна старост становништва износи 39,1 година (36,9 код мушкараца и 41,4 код жена). У насељу има 224 домаћинства, а просечан број чланова по домаћинству је 2,93.
Ово насеље је великим делом насељено Србима (према попису из 2002. године), а у последња три пописа, примећен је пад у броју становника.
Некада је имала статус варошице.
|  |

| Демографија | Демографија | Демографија |
| Година      | Становника  | Становника  |
| ----------- | ----------- | ----------- |
| 1948.       | 745         |             |
| 1953.       | 1.117       |             |
| 1961.       | 1.272       |             |
| 1971.       | 886         |             |
| 1981.       | 814         |             |
| 1991.       | 721         | 716         |
| 2002.       | 693         | 717         |
| 2011.       | 582         |             |
| 2022.       | 414         |             |

| Етнички састав према попису из 2002.‍ | Етнички састав према попису из 2002.‍ | Етнички састав према попису из 2002.‍ | Етнички састав према попису из 2002.‍ | Етнички састав према попису из 2002.‍ |
| ------------------------------------ | ------------------------------------ | ------------------------------------ | ------------------------------------ | ------------------------------------ |
|                                      |                                      |                                      |                                      |                                      |
| Срби                                 | Срби                                 |                                      | 675                                  | 97,40%                               |
| Муслимани                            | Муслимани                            |                                      | 3                                    | 0,43%                                |
| Хрвати                               | Хрвати                               |                                      | 1                                    | 0,14%                                |
| Руси                                 | Руси                                 |                                      | 1                                    | 0,14%                                |
| Бугари                               | Бугари                               |                                      | 1                                    | 0,14%                                |
| непознато                            | непознато                            |                                      | 6                                    | 0,86%                                |

| Година пописа     | 1948. | 1953. | 1961. | 1971. | 1981. | 1991. | 2002. |
| ----------------- | ----- | ----- | ----- | ----- | ----- | ----- | ----- |
| Број домаћинстава | 206   | 316   | 404   | 251   | 249   | 238   | 224   |

| Број чланова      | 1  | 2  | 3  | 4  | 5  | 6 | 7 | 8 | 9 | 10 и више | Просек |
| ----------------- | -- | -- | -- | -- | -- | - | - | - | - | --------- | ------ |
| Број домаћинстава | 50 | 52 | 38 | 49 | 23 | 9 | 1 | 1 | 1 | 0         | 2,93   |

| Пол    | Укупно | Неожењен/Неудата | Ожењен/Удата | Удовац/Удовица | Разведен/Разведена | Непознато |
| ------ | ------ | ---------------- | ------------ | -------------- | ------------------ | --------- |
| Мушки  | 300    | 103              | 167          | 13             | 13                 | 4         |
| Женски | 294    | 63               | 167          | 52             | 11                 | 1         |
| УКУПНО | 594    | 166              | 334          | 65             | 24                 | 5         |

| Пол    | Укупно                    | Пољопривреда, лов и шумарство | Рибарство                            | Вађење руде и камена | Прерађивачка индустрија       |
| ------ | ------------------------- | ----------------------------- | ------------------------------------ | -------------------- | ----------------------------- |
| Мушки  | 153                       | 0                             | 0                                    | 83                   | 17                            |
| Женски | 48                        | 2                             | 0                                    | 3                    | 9                             |
| УКУПНО | 201                       | 2                             | 0                                    | 86                   | 26                            |
| Пол    | Производња и снабдевање   | Грађевинарство                | Трговина                             | Хотели и ресторани   | Саобраћај, складиштење и везе |
| Мушки  | 1                         | 6                             | 12                                   | 1                    | 9                             |
| Женски | 0                         | 0                             | 11                                   | 2                    | 2                             |
| УКУПНО | 1                         | 6                             | 23                                   | 3                    | 11                            |
| Пол    | Финансијско посредовање   | Некретнине                    | Државна управа и одбрана             | Образовање           | Здравствени и социјални рад   |
| Мушки  | 0                         | 2                             | 6                                    | 5                    | 3                             |
| Женски | 0                         | 2                             | 1                                    | 3                    | 9                             |
| УКУПНО | 0                         | 4                             | 7                                    | 8                    | 12                            |
| Пол    | Остале услужне активности | Приватна домаћинства          | Екстериторијалне организације и тела | Непознато            | Непознато                     |
| Мушки  | 1                         | 0                             | 0                                    | 7                    | 7                             |
| Женски | 2                         | 0                             | 0                                    | 2                    | 2                             |
| УКУПНО | 3                         | 0                             | 0                                    | 9                    | 9                             |